# Christian Abbiati
Christian Abbiati (Abbiategrasso, 8 luglio 1977) è un dirigente sportivo ed ex calciatore italiano, di ruolo portiere.
Ha legato la sua carriera principalmente al Milan, società nella quale ha militato per quindici stagioni, diventandone il portiere con più presenze nella storia, e con cui ha conquistato tre scudetti (1998-1999, 2003-2004, 2010-2011), una Coppa Italia (2002-2003), due Supercoppe italiane (2004, 2011), una Champions League (2002-2003) e una Supercoppa europea (2003).
Portiere titolare dell'Italia under 21 campione d'Europa nel 2000, nello stesso anno ha disputato i Giochi olimpici di Sydney. Conta inoltre 4 presenze nella nazionale maggiore, con cui ha preso parte, da riserva, al campionato d'Europa 2000 – concluso al secondo posto –e al campionato del mondo 2002.

## Caratteristiche tecniche
Molto dotato sul piano fisico, Abbiati è stato un portiere affidabile, sicuro nelle uscite e longevo.

## Carriera

### Club

#### Gli inizi
Abbiati ha iniziato a giocare nel 1988 all'età di 11 anni nell'Aurora OSGB, formazione parrocchiale della città di Abbiategrasso, per poi passare all'Atletic Trezzano, all'Assago e dopo due anni al Corsico.
Prelevato dal Monza nel 1994, ha disputato una sola partita in campionato, il 30 dicembre 1994 (Modena-Monza 1-0), prima di essere mandato a giocare nel Borgosesia. Dopo un avvio incerto è riuscito a conquistare anche la maglia della nazionale Dilettanti, della nazionale militare e dell'Under-20 di Serie C. Nel febbraio del 1996 è stato prestato per alcuni giorni al Torino per disputare con la squadra Primavera il Torneo di Viareggio, dove Abbiati ha disputato la seconda gara della fase a gironi contro il Cagliari (2-2).
Nel 1996 è ritornato al Monza, allenato da Giorgio Rumignani prima e Gigi Radice poi. Nella stagione 1996-1997 è partito come riserva di Giuseppe Gatta, per poi diventare titolare dall'11ª giornata. Nel corso del campionato, concluso con la promozione in Serie B dopo la vittoria dei play-off, ha disputato 25 partite nelle quali ha subito 17 gol, risultando il portiere meno battuto della Serie C1 1996-1997. Nella stagione seguente ha esordito in Coppa Italia il 18 agosto 1997 in Monza-Genoa 1-1 e in Serie B il 31 agosto 1997 contro il Pescara (1-1), dove ha disputato 26 partite subendo 41 reti.

#### Milan

Un giovane Abbiati agli esordi con il Milan nella stagione 1998-1999

Passato al Milan nel 1998, ha debuttato in Serie A il 17 gennaio 1999, all'età di 21 anni, nella partita Milan-Perugia 2-1, al 92º minuto, a seguito dell'espulsione del portiere titolare Sebastiano Rossi, che aveva atterrato con una clothesline l'avversario Cristian Bucchi. Nelle successive partite si è reso protagonista di buone prestazioni, che gli hanno permesso di continuare ad essere proposto come titolare dall'allenatore dei rossoneri Alberto Zaccheroni, contribuendo con una parata decisiva all'ultima giornata, ancora contro il Perugia, alla conquista dello scudetto 1998-1999.
Con il Milan ha esordito in Champions League il 15 settembre 1999 in Chelsea-Milan 0-0 e in Coppa UEFA il 20 settembre 2001 in BATE Borisov-Milan 0-2.
Nella stagione 2002-2003 ha perso il posto da titolare per l'exploit del portiere brasiliano Dida, ma è riuscito comunque a dare un importante contributo alla conquista della Champions League 2002-2003, rispondendo con una buona prestazione quando è stato chiamato in causa nella semifinale di ritorno contro l'Inter (famoso il salvataggio con il ginocchio sul tiro di Mohamed Kallon nei minuti finali).
Nell'estate del 2005 era stato inizialmente ceduto al Genoa, appena tornato in Serie A, con la formula del prestito con diritto di riscatto. Dopo un mese e mezzo di ritiro precampionato e 3 amichevoli disputate con la maglia rossoblù, è ritornato al Milan a causa della retrocessione a tavolino in Serie C1 della squadra ligure a seguito di una combine — il cosiddetto caso Genoa — con il Venezia.

#### Juventus, Torino e Atlético Madrid

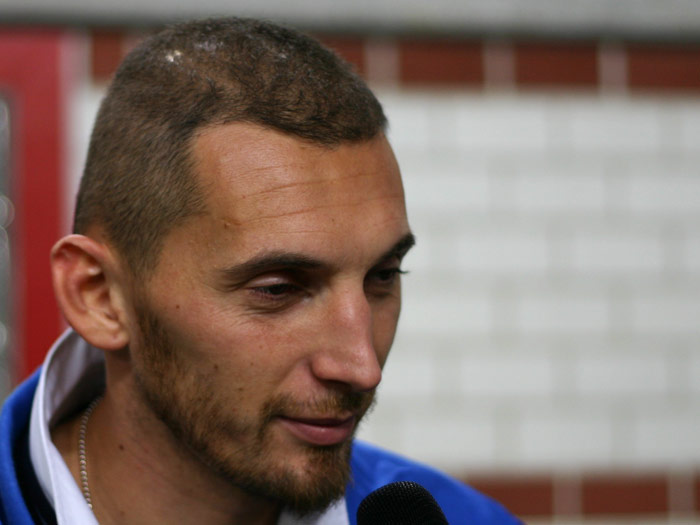
Abbiati nel 2005

Il 17 agosto 2005 il Milan ha ceduto Abbiati in prestito gratuito alla Juventus per sostituire Gianluigi Buffon, infortunatosi alla spalla dopo uno scontro con Kaká nel Trofeo Luigi Berlusconi di pochi giorni prima. Il suo apporto nella Juventus, in cui è stato titolare per i primi sei mesi, con 9 reti subite in 19 partite, è stato importante per la vittoria (sub judice) della Serie A 2005-2006, titolo poi assegnato all'Inter a seguito delle vicende di Calciopoli.
Dopo essere rientrato al Milan, il 18 luglio 2006 è stato ceduto in prestito al Torino, dove ha ricoperto il ruolo di titolare nella squadra granata che ha ottenuto la salvezza.
Il 26 giugno 2007 il Milan lo ha nuovamente ceduto in prestito per un anno, questa volta agli spagnoli dell'Atlético Madrid, dove ha iniziato il campionato come riserva di Leo Franco per diventare poi titolare verso metà della stagione, conquistando il 4º posto e la qualificazione alla Champions League 2008-2009. In totale con la squadra spagnola ha disputato 30 partite (21 in campionato e 9 in Coppa UEFA) e subito 34 gol (28 nella Liga e 6 in Coppa UEFA).

#### Il ritorno al Milan
Nel maggio 2008, al termine del prestito all'Atlético Madrid, è ritornato a essere un giocatore del Milan, dove ha trascorso la restante parte della sua carriera.
Dopo aver rifiutato la cessione al Palermo, Abbiati ha disputato come titolare tutte le 27 partite di campionato fino al 15 marzo 2009, quando si è infortunato al ginocchio destro subendo una distorsione con interessamento dei legamenti a causa di uno scontro fortuito con il compagno Giuseppe Favalli durante Siena-Milan, venendo quindi sostituito da Dida. L'infortunio, il più grave subito in carriera, l'ha costretto a chiudere anticipatamente la stagione 2008-2009. È stato operato per la ricostruzione del legamento crociato anteriore il 30 marzo 2009 ad Anversa dal professor Martens.

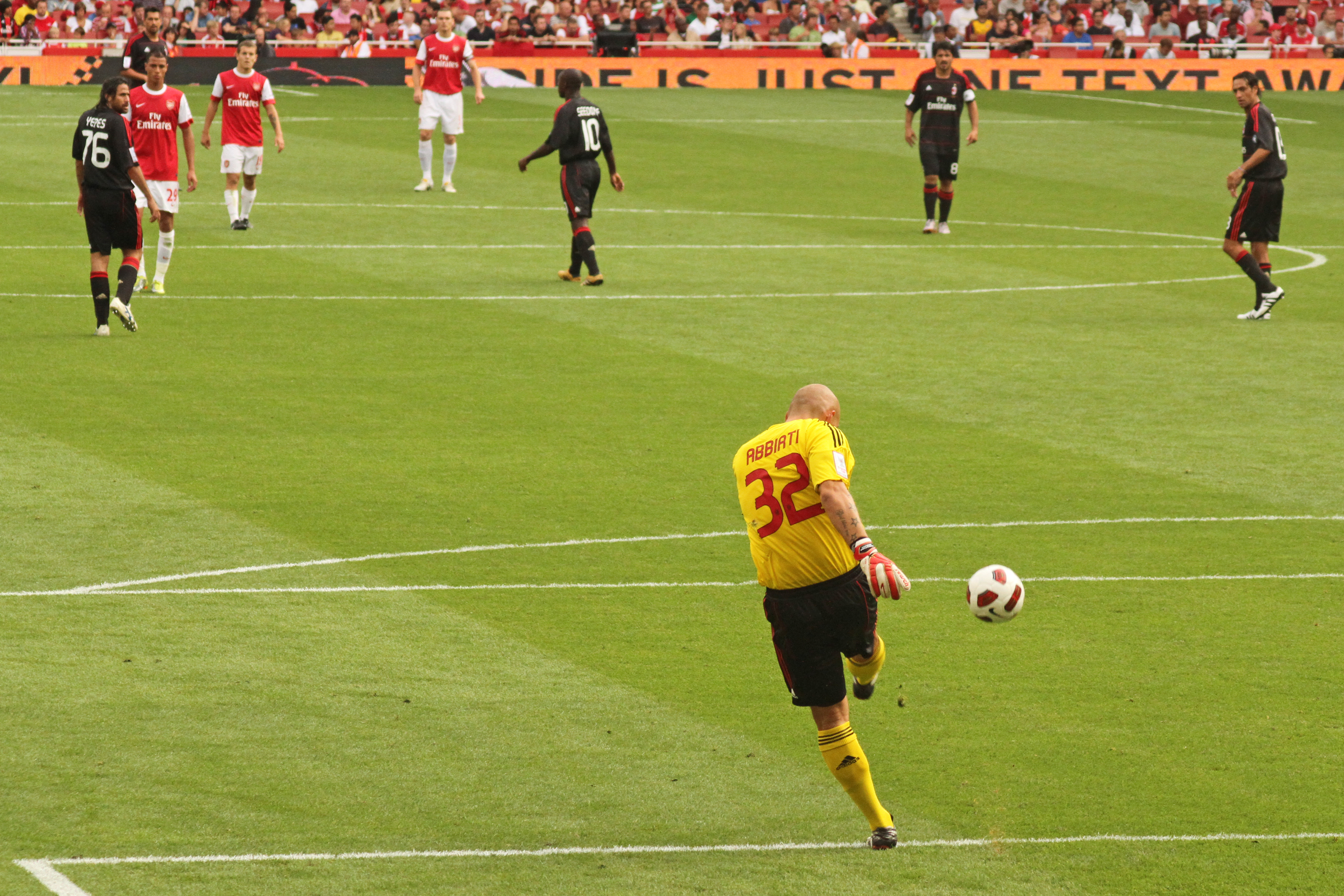
Abbiati mentre effettua un calcio di rinvio durante la sfida tra Milan e Arsenal nella Emirates Cup 2010

È ritornato in campo 10 mesi più tardi, in occasione di Milan-Udinese del 28 gennaio 2010, gara valida per i quarti di finale della Coppa Italia 2009-2010 vinta per 1-0 dai friulani. Dopo aver disputato la successiva partita di campionato contro il Livorno per l'assenza di Dida, è tornato titolare il 21 febbraio 2010 contro il Bari, parando anche un calcio di rigore a Barreto nei minuti finali dell'incontro.
Il 19 luglio 2010 Abbiati ha prolungato il contratto con il Milan fino al 30 giugno 2013. Nella stagione 2010-2011 è stato confermato come portiere titolare dal nuovo allenatore Massimiliano Allegri e, con diverse parate decisive, è stato uno dei protagonisti della vittoria del campionato, terzo personale, conquistato il 7 maggio 2011 a due giornate dal termine del campionato grazie allo 0-0 contro la Roma.
Il 6 agosto 2011 ha vinto la Supercoppa italiana con il Milan battendo l'Inter a Pechino per 2-1. Il 15 ottobre 2011, in occasione della gara casalinga di campionato vinta per 3-0 contro il Palermo, ha indossato per la prima volta la fascia di capitano del Milan.

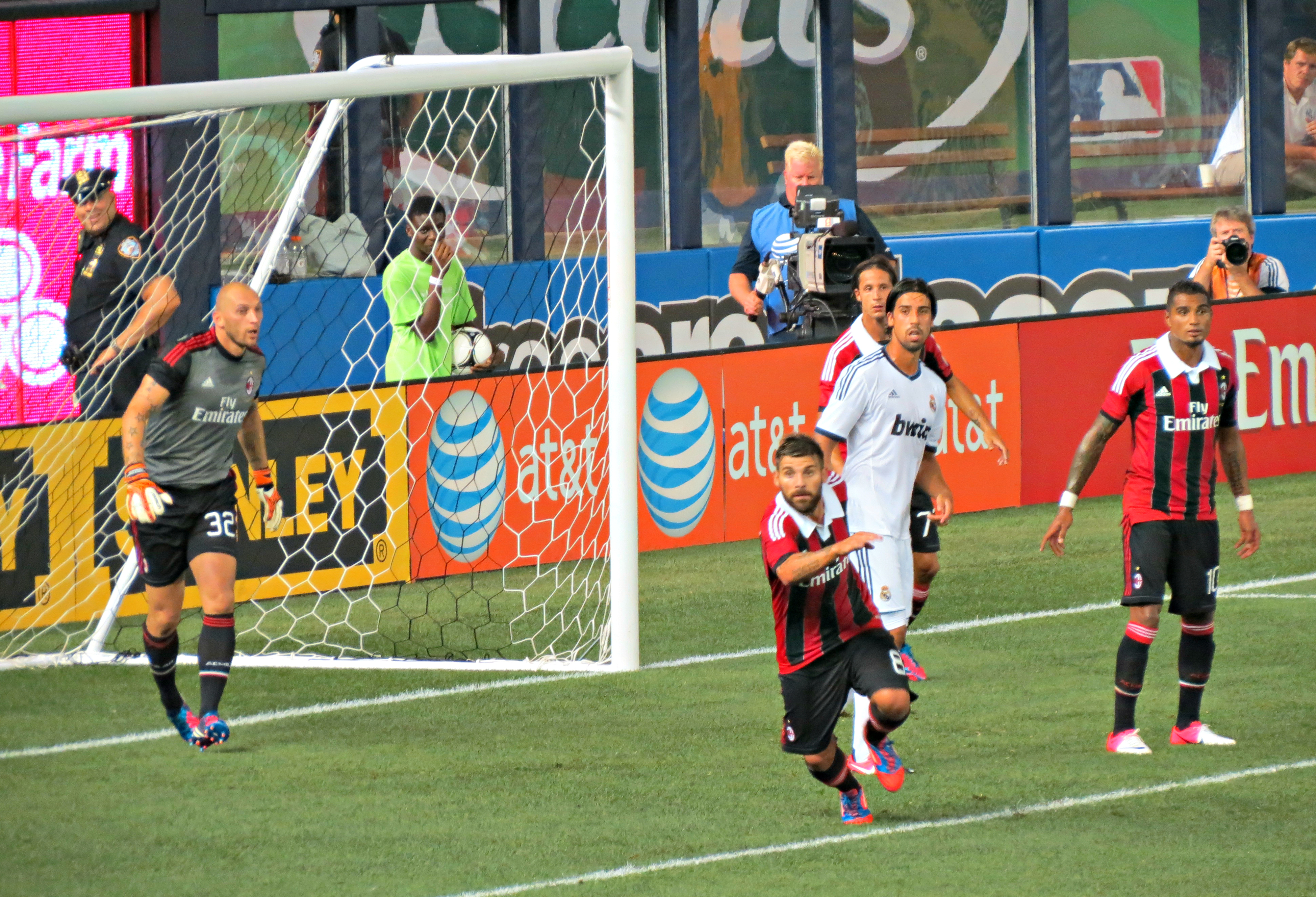
Abbiati mentre difende la porta del Milan nel corso dell'amichevole dell'estate 2012 contro il Real Madrid

Scendendo in campo in Milan-Sampdoria del 28 settembre 2013 ha raggiunto le 331 partite ufficiali in rossonero, diventando così il portiere con più presenze nella storia del Milan e superando Sebastiano Rossi, che aveva totalizzato 330 presenze in rossonero. Al termine della stagione 2013-2014 ha rinnovato il contratto con il club rossonero per un ulteriore anno.
Nell'estate 2014 il Milan rileva a parametro zero dal Real Madrid il portiere spagnolo Diego López, che sostituisce nel ruolo di titolare Abbiati, il quale, a 37 anni, viene relegato al ruolo di secondo portiere, ma ottiene comunque 11 presenze in campionato.
Nella stagione 2015-2016 parte ancora come secondo dietro il portiere spagnolo, fino a quando a metà del girone di andata il sedicenne Gianluigi Donnarumma ribalta le gerarchie e si impone come titolare. Abbiati, tuttavia, trova spazio in Coppa Italia, dove ottiene 5 presenze. La sua unica presenza in campionato è quella del 13 marzo 2016, alla 29ª giornata, quando entra al posto di Donnarumma nel primo tempo della partita pareggiata 0-0 contro il Chievo al Bentegodi. Alla fine della stagione, il 13 maggio 2016, annuncia il ritiro dal calcio giocato.
Con la maglia del Milan ha collezionato 380 presenze e ha vinto 8 trofei. Complessivamente in carriera ha giocato 584 partite tra club e nazionale.

### Nazionale
Abbiati, dopo essere stato convocato nella nazionale Dilettanti, Militare e Under-20 di C, ha esordito nell'Italia under 21 allenata da Marco Tardelli il 25 marzo 1998 contro i pari età maltesi (1-0 per l'Italia); con gli Azzurrini ha disputato e vinto l'Europeo di categoria del 2000.
Nel giugno del 2000, pochi giorni dopo la vittoria del titolo Under-21, è stato convocato in nazionale maggiore dal commissario tecnico Dino Zoff per prendere parte al campionato d'Europa 2000, in sostituzione dell'infortunato Gianluigi Buffon, designato come titolare. Abbiati è stato quindi uno dei tre portieri del gruppo, insieme a Francesco Toldo e Francesco Antonioli, ad essere convocati senza disputare nessuna partita; l'Italia ha ottenuto il secondo posto dopo la sconfitta in finale contro la Francia. In seguito, sempre nel 2000, con l'Italia olimpica ha partecipato ai Giochi di Sydney.
Durante la gestione di Giovanni Trapattoni ha partecipato al campionato del mondo 2002 come terzo portiere, senza mai scendere in campo; il 30 aprile 2003 ha esordito in nazionale, nella partita amichevole Svizzera-Italia (1-2) disputata a Ginevra.
Convocato anche dai successivi CT Marcello Lippi e Roberto Donadoni, in totale ha disputato 4 partite nella nazionale maggiore, incassando 3 reti e rimanendo nel giro degli Azzurri fino al 2007.

## Dopo il ritiro
Il 14 giugno 2017 torna al Milan come team manager, ma il 10 luglio 2018 lascia l'incarico dopo una sola stagione. Al marzo 2025, lavora presso una concessionaria Harley-Davidson.

## Statistiche

### Presenze e reti nei club
| Stagione        | Squadra         | Campionato      | Campionato | Campionato | Coppe nazionali | Coppe nazionali | Coppe nazionali | Coppe continentali | Coppe continentali | Coppe continentali | Altre coppe | Altre coppe | Altre coppe | Totale | Totale |
| Stagione        | Squadra         | Comp            | Pres       | Reti       | Comp            | Pres            | Reti            | Comp               | Pres               | Reti               | Comp        | Pres        | Reti        | Pres   | Reti   |
| --------------- | --------------- | --------------- | ---------- | ---------- | --------------- | --------------- | --------------- | ------------------ | ------------------ | ------------------ | ----------- | ----------- | ----------- | ------ | ------ |
| 1994-1995       | Monza           | C1              | 1          | -1         | CI+CI-C         | ?               | ?               | -                  | -                  | -                  | -           | -           | -           | 1+     | -1+    |
| 1995-1996       | Borgosesia      | CND             | 29         | -27        | CI-D            | 1               | -1              | -                  | -                  | -                  | -           | -           | -           | 30     | -28    |
| 1996-1997       | Monza           | C1              | 25         | -17        | CI+CI-C         | ?+1             | ?+0             | -                  | -                  | -                  | -           | -           | -           | 26+    | -17+   |
| 1997-1998       | Monza           | B               | 26         | -41        | CI              | 2               | -2              | -                  | -                  | -                  | -           | -           | -           | 28     | -43    |
| Totale Monza    | Totale Monza    | Totale Monza    | 52         | -59        |                 | 3               | -2              |                    | -                  | -                  |             | -           | -           | 55     | -61    |
| 1998-1999       | Milan           | A               | 18         | -15        | CI              | 0               | 0               | -                  | -                  | -                  | -           | -           | -           | 18     | -15    |
| 1999-2000       | Milan           | A               | 29         | -33        | CI              | 0               | 0               | UCL                | 6                  | -7                 | SI          | 0           | 0           | 35     | -40    |
| 2000-2001       | Milan           | A               | 21         | -31        | CI              | 4               | -8              | UCL                | 7                  | -8                 | -           | -           | -           | 32     | -47    |
| 2001-2002       | Milan           | A               | 34         | -33        | CI              | 1               | 0               | CU                 | 11                 | -8                 | -           | -           | -           | 46     | -41    |
| 2002-2003       | Milan           | A               | 3          | -3         | CI              | 8               | -8              | UCL                | 6                  | -9                 | -           | -           | -           | 17     | -20    |
| 2003-2004       | Milan           | A               | 2          | -4         | CI              | 4               | -6              | UCL                | 1                  | -2                 | SI+SU+CInt  | 1+0+0       | -1          | 8      | -13    |
| 2004-2005       | Milan           | A               | 3          | -5         | CI              | 4               | -7              | UCL                | 1                  | 0                  | SI          | 0           | 0           | 8      | -12    |
| 2005-2006       | Juventus        | A               | 19         | -9         | CI              | 2               | -3              | UCL                | 6                  | -5                 | SI          | 0           | 0           | 27     | -17    |
| 2006-2007       | Torino          | A               | 36         | -42        | CI              | 2               | -2              | -                  | -                  | -                  | -           | -           | -           | 38     | -44    |
| 2007-2008       | Atlético Madrid | PD              | 21         | -28        | CR              | 0               | 0               | CU                 | 9                  | -6                 | -           | -           | -           | 30     | -34    |
| 2008-2009       | Milan           | A               | 28         | -27        | CI              | 0               | 0               | CU                 | 0                  | 0                  | -           | -           | -           | 28     | -27    |
| 2009-2010       | Milan           | A               | 9          | -5         | CI              | 1               | -1              | UCL                | 1                  | -4                 | -           | -           | -           | 11     | -10    |
| 2010-2011       | Milan           | A               | 35         | -19        | CI              | 1               | -2              | UCL                | 6                  | -3                 | -           | -           | -           | 42     | -24    |
| 2011-2012       | Milan           | A               | 31         | -26        | CI              | 0               | 0               | UCL                | 9                  | -12                | SI          | 1           | -1          | 41     | -39    |
| 2012-2013       | Milan           | A               | 28         | -22        | CI              | 1               | 0               | UCL                | 7                  | -9                 | -           | -           | -           | 36     | -31    |
| 2013-2014       | Milan           | A               | 28         | -31        | CI              | 2               | -3              | UCL                | 9                  | -10                | -           | -           | -           | 39     | -44    |
| 2014-2015       | Milan           | A               | 11         | -8         | CI              | 2               | -2              | -                  | -                  | -                  | -           | -           | -           | 13     | -10    |
| 2015-2016       | Milan           | A               | 1          | 0          | CI              | 5               | -2              | -                  | -                  | -                  | -           | -           | -           | 6      | -2     |
| Totale Milan    | Totale Milan    | Totale Milan    | 281        | -262       |                 | 33              | -39             |                    | 64                 | -72                |             | 2           | -2          | 380    | -375   |
| Totale carriera | Totale carriera | Totale carriera | 438        | -427       |                 | 41+             | -47+            |                    | 79                 | -83                |             | 2           | -2          | 560+   | -559+  |

### Cronologia presenze e reti in nazionale
| Cronologia completa delle presenze e delle reti in nazionale ― Italia | Cronologia completa delle presenze e delle reti in nazionale ― Italia | Cronologia completa delle presenze e delle reti in nazionale ― Italia | Cronologia completa delle presenze e delle reti in nazionale ― Italia | Cronologia completa delle presenze e delle reti in nazionale ― Italia | Cronologia completa delle presenze e delle reti in nazionale ― Italia | Cronologia completa delle presenze e delle reti in nazionale ― Italia | Cronologia completa delle presenze e delle reti in nazionale ― Italia |
| Data                                                                  | Città                                                                 | In casa                                                               | Risultato                                                             | Ospiti                                                                | Competizione                                                          | Reti                                                                  | Note                                                                  |
| --------------------------------------------------------------------- | --------------------------------------------------------------------- | --------------------------------------------------------------------- | --------------------------------------------------------------------- | --------------------------------------------------------------------- | --------------------------------------------------------------------- | --------------------------------------------------------------------- | --------------------------------------------------------------------- |
| 30-4-2003                                                             | Ginevra                                                               | Svizzera                                                              | 1 – 2                                                                 | Italia                                                                | Amichevole                                                            | -1                                                                    | 82’                                                                   |
| 16-11-2003                                                            | Ancona                                                                | Italia                                                                | 1 – 0                                                                 | Romania                                                               | Amichevole                                                            | -                                                                     | 46’                                                                   |
| 12-11-2005                                                            | Amsterdam                                                             | Paesi Bassi                                                           | 1 – 3                                                                 | Italia                                                                | Amichevole                                                            | -1                                                                    |                                                                       |
| 16-11-2005                                                            | Ginevra                                                               | Italia                                                                | 1 – 1                                                                 | Costa d'Avorio                                                        | Amichevole                                                            | -1                                                                    | 71’                                                                   |
| Totale                                                                |                                                                       | Presenze                                                              | 4                                                                     |                                                                       | Reti                                                                  | -3                                                                    |                                                                       |

### Record
- Portiere col maggior numero di presenze con la maglia del Milan (380).[2]

## Palmarès

### Club

#### Competizioni nazionali
- Campionato italiano: 3

Milan: 1998-1999, 2003-2004, 2010-2011
- Coppa Italia: 1

Milan: 2002-2003
- Supercoppa italiana: 2

Milan: 2004, 2011

#### Competizioni internazionali
- UEFA Champions League: 1

Milan: 2002-2003
- Supercoppa UEFA: 1

Milan: 2003

### Nazionale
- Campionato d'Europa Under-21: 1

2000

### Individuale
- Premio Gentleman: 1

2014